# Joan Andrés i Sorribes
Joan Andrés i Sorribes (Castelló de la Plana, 1947) és un escriptor valencià. Llicenciat en Història i mestre de professió, la carrera literària de Sorribes s'enceta el 1995, quan publica, junt Vicent Marçà, Les campanes del Fadrí, un estudi al voltant del conegut edifici castellonenc.
A partir d'ací passa al terreny de la prosa, amb reminiscències de ficció històrica. És el cas de La forja de Lessera, Noverint Universi i La creu de Cabrera, les quals formen una trilogia.
El 2010 hi guanya el Vila d'Almassora amb Set narracions curtes per a una setmana llarga.

## Obra
- Les campanes del Fadrí (1997, Ajuntament de Castelló)
- La forja de Lessera (1999, Tàndem)
- Noverint universi (2000, Tàndem)
- La creu de Cabrera (2003, Bromera)
- L'altra mirada (2007, Brosquil)
- Parlaràs de mi (2007, Brosquil)
- Set narracions curtes per a una setmana llarga (2010, Onada)